# Sam Cane
Samuel Jordan Cane, detto Sam (Rotorua, 13 gennaio 1992), è un rugbista a 15 neozelandese, terza linea ala (e, occasionalmente, terza centro) dei Sungoliath nella Japan Rugby League One, campione del mondo 2015 con gli All Blacks.

## Biografia
Cresciuto nella squadra provinciale di Bay of Plenty, che ha la sua sede proprio a Rotorua, esordì in Super Rugby nel 2011 nelle file degli Chiefs, la franchise di cui Bay of Plenty è tributaria; ancora nel 2011 prese parte, vincendolo, al campionato mondiale giovanile in Italia.
Nel 2012 e 2013 fu due volte consecutive campione del Super Rugby con gli Chiefs.
L'esordio internazionale avvenne durante il tour irlandese in Oceania nel 2012: a Christchurch gli All Blacks batterono 22-19 l'Irlanda.
A giugno 2015 Cane ha firmato un prolungamento del contratto con gli Chiefs fino al 2017 e, a settembre, è stato incluso nella rosa dei giocatori convocati per la Coppa del Mondo di rugby 2015 in Inghilterra, che ha vinto con la sua Nazionale.

## Palmarès
- Coppe del mondo: 1
Nuova Zelanda: 2015
- Super Rugby: 2
Chiefs: 2012, 2013